# Kinsey (Montana)
Kinsey é uma comunidade não incorporada no condado de Custer, no estado estadunidense do Montana. Kinsey fica localizada na Secondary Highway 489 próximo do rio Yellowstone, a cerca de 23 quilómetros a nordeste de   Miles City, a sede do condado. A comunidade tem uma estação de correios com o código zip de 59338. Kinsey tinha em 2014, 124 habitantes.